# Tour du Doubs 2003
Il Tour du Doubs 2003, diciottesima edizione della corsa e valida come evento del circuito UCI categoria 1.3, si svolse il 6 luglio 2003 su un percorso totale di 197 km. Fu vinto dal belga Bert De Waele che terminò la gara in 4h32'47", alla media di 43,331 km/h. Al traguardo arrivarono 26 corridori.

## Ordine d'arrivo (Top 10)
| Pos. | Corridore        | Squadra                 | Tempo    |
| ---- | ---------------- | ----------------------- | -------- |
| 1    | Bert De Waele    | Landbouwkrediet-Colnago | 4h32'47" |
| 2    | Janek Tombak     | Cofidis                 | a 6"     |
| 3    | Frédéric Bessy   | Cofidis                 | a 20"    |
| 4    | Anthony Charteau | Brioches La Boulangère  | s.t.     |
| 5    | Ryan Cox         | Barloworld              | a 22"    |
| 6    | Gilles Bouvard   | Jean Delatour           | s.t.     |
| 7    | Mickaël Buffaz   | Jean Delatour           | a 30"    |
| 8    | Éric Leblacher   | Crédit Agricole         | s.t.     |
| 9    | Johan Coenen     | Marlux-Wincor-Nixdorf   | a 51"    |
| 10   | Anthony Morin    | Crédit Agricole         | s.t.     |